# آنتساهامپانو
آنتساهامپانو (به لاتین: Antsahampano) یک منطقهٔ مسکونی در ماداگاسکار است که در آنتسینانا دوم واقع شده‌است. آنتساهامپانو ۷٬۶۲۴ نفر جمعیت دارد و ۲۸ متر بالاتر از سطح دریا واقع شده‌است.